# 2009年山西屯兰煤矿事故
山西屯兰煤矿事故发生于中国山西省古交市内，2009年2月22日凌晨2时17分，山西焦煤集团西山煤电公司位于该市的屯兰煤矿的矿井下发生瓦斯爆炸事故。当时在井下的矿工有436人，其中375人陆续升出矿井。搜救工作一直持续到2月22日18时，井下被困矿工全部找到。升出矿井后死亡和在井下死亡的遇难矿工共有74人，另有114人送入医院治疗，其中5人伤势严重。